# Pseudobarbella compressiramea
Pseudobarbella compressiramea là một loài Rêu trong họ Meteoriaceae. Loài này được (Renauld & Cardot) Nog. miêu tả khoa học đầu tiên năm 1966.